# Ford Bronco
Ford Bronco este o gamă de modele de vehicule utilitare sport produse și comercializate de Ford. A fost primul model SUV dezvoltat de companie, fiind vândut în cinci generații din 1966 până în 1996. O a șasea generație a modelului a fost lansată în 2021, care va ajunge și în Europa.
În România, mașina este importată de diverși dealeri.